# Hesham Mohamed
Hesham Mohamed (tiếng Ả Rập: هشام محمد) (sinh ngày 3 tháng 1 năm 1990) là một cầu thủ bóng đá người Ai Cập. Anh thi đấu ở vị trí tiền vệ cho câu lạc bộ tại Giải bóng đá ngoại hạng Ai Cập Al-Ahly, cũng như U-20 Ai Cập và U-23.

## Sự nghiệp quốc tế

### Bàn thắng quốc tế
Tỉ số và kết quả liệt kê bàn thắng của Ai Cập trước.
| # | Ngày                | Địa điểm                               | Đối thủ | Tỉ số | Kết quả | Giải đấu                  |
| - | ------------------- | -------------------------------------- | ------- | ----- | ------- | ------------------------- |
| - | 13 tháng 5 năm 2017 | Sân vận động 30 tháng 6, Cairo, Ai Cập | Yemen   | 1–0   | 1–0     | Giao hữu không chính thức |